# داش‌بلاغ مغار
داش‌بلاغ مغار یکی از روستاهای استان آذربایجان شرقی است که در دهستان ورگهان بخش مرکزی شهرستان اهر واقع شده‌است.این روستا ۱۶۰ نفر جمعیت دارد.